# Kappelkinger
Kappelkinger és un municipi francès, situat al departament del Mosel·la i a la regió del Gran Est. L'any 2007 tenia 397 habitants.

## Demografia

### Població
El 2007 la població de fet de Kappelkinger era de 397 persones. Hi havia 156 famílies, de les quals 40 eren unipersonals (4 homes vivint sols i 36 dones vivint soles), 40 parelles sense fills, 52 parelles amb fills i 24 famílies monoparentals amb fills.
La població ha evolucionat segons el següent gràfic:
Habitants censats

### Habitatges
El 2007 hi havia 174 habitatges, 160 eren l'habitatge principal de la família, 4 eren segones residències i 10 estaven desocupats. 163 eren cases i 8 eren apartaments. Dels 160 habitatges principals, 143 estaven ocupats pels seus propietaris, 12 estaven llogats i ocupats pels llogaters i 5 estaven cedits a títol gratuït; 2 tenien una cambra, 11 en tenien tres, 36 en tenien quatre i 111 en tenien cinc o més. 137 habitatges disposaven pel capbaix d'una plaça de pàrquing. A 58 habitatges hi havia un automòbil i a 79 n'hi havia dos o més.

### Piràmide de població
La piràmide de població per edats i sexe el 2009 era:
| Homes | Edats   | Dones |
| ----- | ------- | ----- |
| 0     | 95 o +  | 0     |
| 4     | 90 a 94 | 0     |
| 4     | 85 a 89 | 4     |
| 0     | 80 a 84 | 4     |
| 4     | 75 a 79 | 4     |
| 24    | 70 a 74 | 16    |
| 4     | 65 a 69 | 12    |
| 12    | 60 a 64 | 8     |
| 12    | 55 a 59 | 8     |
| 8     | 50 a 54 | 8     |
| 24    | 45 a 49 | 20    |
| 12    | 40 a 44 | 16    |
| 4     | 35 a 39 | 8     |
| 16    | 30 a 34 | 12    |
| 24    | 25 a 29 | 24    |
| 16    | 20 a 24 | 16    |
| 12    | 15 a 19 | 8     |
| 8     | 10 a 14 | 4     |
| 8     | 5 a 9   | 12    |
| 8     | 0 a 4   | 16    |

## Economia
El 2007 la població en edat de treballar era de 251 persones, 171 eren actives i 80 eren inactives. De les 171 persones actives 162 estaven ocupades (98 homes i 64 dones) i 9 estaven aturades (4 homes i 5 dones). De les 80 persones inactives 21 estaven jubilades, 19 estaven estudiant i 40 estaven classificades com a «altres inactius».

### Ingressos
El 2009 a Kappelkinger hi havia 157 unitats fiscals que integraven 398 persones, la mediana anual d'ingressos fiscals per persona era de 16.345 €.

### Activitats econòmiques
Dels 4 establiments que hi havia el 2007, 1 era d'una empresa de fabricació d'altres productes industrials, 2 d'empreses de comerç i reparació d'automòbils i 1 d'una empresa financera.
Dels 4 establiments de servei als particulars que hi havia el 2009, 1 era una oficina bancària, 2 tallers de reparació d'automòbils i de material agrícola i 1 electricista.
L'any 2000 a Kappelkinger hi havia 12 explotacions agrícoles que ocupaven un total de 240 hectàrees.

## Equipaments sanitaris i escolars
El 2009 hi havia una escola elemental integrada dins d'un grup escolar amb les comunes properes formant una escola dispersa.

## Poblacions més properes
El següent diagrama mostra les poblacions més properes.